# S/Y Daphne
Le S/Y Daphne était un ketch finlandais, construit en 1935 par Åbo Båtvarf Ruissalo près de Turku. il est désormais navire musée à Turku.

## Historique
Il a été conçu par Jarl Lindblom comme voilier de plaisance pour la famille du docteur Oskar Mustelin qui ne l'a possédé que pendant une courte période et l'a vendu dès 1937 au réalisateur Uno Tennberg d'Ekenäs. Tennberg transforma le gréement de goélette en ketch, ce qui le rendit plus facile à manœuvrer. Le propriétaire suivant fut l'historien de la mer et professeur Christoffer H. Ericsson d'Helsinki.
En 1947, Göran et Mona Schildt rachètent le S/Y Daphne et le revendent en 1984 au couple allemand Joakim et Petra Fritz qui ont navigué avec Daphné pendant plus de dix ans.
Daphné s'est fait connaître grâce à une série de livres écrits par Göran Schildt sur la voile en quatorze ans, principalement en Méditerranée.

## Préservation
En 1997, des amis de Schildt ont fondé l'association Pro Daphne pour ramener le voilier en Finlande. Avant que l'accord ne soit conclu, mais après la décision d'achat, Daphné a été endommagé dans un ouragan dans les Caraïbes et alors qu'il devait être chargé pour son transport, s'est retrouvé sous un conteneur en Floride. Lorsque Daphné est arrivé en Finlande, en mauvais état, a quand même participé à quelques salons nautiques.
Le voilier a été rénové sur un chantier naval près de Loviisa. La rénovation a nécessité 4.500 heures de travail et a été achevé en 2001. Aujourd'hui, Daphné se trouve au musée Forum Marinum à Turku.